# Haploa fulvicosta
Haploa fulvicosta är en fjärilsart som beskrevs av James Brackenridge Clemens 1860. Haploa fulvicosta ingår i släktet Haploa och familjen björnspinnare. Inga underarter finns listade i Catalogue of Life.